# Juan Pablo Ludueña
Juan Pablo Ludueña (Río Primero, 11 febbraio 2003) è un calciatore argentino, difensore dell'Unión (SF).

## Caratteristiche tecniche
È un difensore centrale.

## Carriera
Ludueña è cresciuto nel settore giovanile dell'Unión (SF), con cui ha debuttato il 4 marzo 2023 nell'incontro di Primera División vinto 2-0 contro l'Estudiantes (LP). Un mese più tardi ha firmato il suo primo contratto professionistico.

## Statistiche

### Presenze e reti nei club
Statistiche aggiornate al 2 aprile 2024.
| Stagione        | Squadra         | Campionato      | Campionato | Campionato | Coppe nazionali | Coppe nazionali | Coppe nazionali | Coppe continentali | Coppe continentali | Coppe continentali | Altre coppe | Altre coppe | Altre coppe | Totale | Totale | Totale |
| Stagione        | Squadra         | Comp            | Pres       | Reti       | Comp            | Pres            | Reti            | Comp               | Pres               | Reti               | Comp        | Pres        | Reti        | Pres   | Reti   |        |
| --------------- | --------------- | --------------- | ---------- | ---------- | --------------- | --------------- | --------------- | ------------------ | ------------------ | ------------------ | ----------- | ----------- | ----------- | ------ | ------ | ------ |
| 2023            | Unión (SF)      | PD              | 6          | 0          | CA+CdL          | 0               | 0               |                    | -                  | -                  |             | -           | -           | 6      | 0      |        |
| 2024            | Unión (SF)      | PD              | 3          | 0          | CA+CdL          | 0               | 0               |                    | -                  | -                  |             | -           | -           | 3      | 0      |        |
| Totale carriera | Totale carriera | Totale carriera | 9          | 0          |                 | 0               | 0               |                    | -                  | -                  |             | -           | -           | 9      | 0      |        |